# March (musik)
 For alternative betydninger, se March. (Se også artikler, som begynder med March)
March er en musikalsk genre som karakteriseres af markeret og regulær rytme. Oprindelig blev denne musik skrevet for at marcheres til, og som oftest blev den fremført af et militærorkester. I stemning varierer marcher fra den rørende dødsmarch i Richard Wagners Götterdämmerung til de mere barske militærmarcher af John Philip Sousa og brudemarchen i slutningen af 1800-tallet. Eksempler på den varierede brug af marcher kan findes i Beethovens Eroica-symfoni, i militærmarcherne til Franz Schubert, i marche funèbre i Chopins Sonata i h-moll, i sørgemarchen i Händels Saul og i den tyske militærmarch Alte Kameraden af Carl Teike.
| Musik | Spire Denne musikartikel er en spire som bør udbygges. Du er velkommen til at hjælpe Wikipedia ved at udvide den. |